# 三重県薬剤師会
一般社団法人三重県薬剤師会（いっぱんしゃだんほうじんみえけんやくざいしかい、英称: Mie Pharmaceutical Association）は、三重県の薬剤師を会員とする法人。

## 本部所在地
〒514-0002 三重県津市島崎町312-1

## 郡市薬剤師会
- 桑名薬剤師会
- 四日市薬剤師会
- 鈴鹿地区薬剤師会
- 津薬剤師会
- 松阪地区薬剤師会
- 伊勢薬剤師会
- 伊賀薬剤師会